# Anita Simonis
Anita Simonis (Nova Iorque, 2 de março de 1926) é uma ex-ginasta que competiu em provas de ginástica artística pelos Estados Unidos.
Foi a primeira medalhista norte-americana em uma edição olímpica da ginástica artística feminina. Junto às companheiras Ladislava Bakanic, Marian Barone, Consetta Carruccio-Lenz, Dorothy Dalton, Meta Elste-Neumann, Helen Schifano e Clara Schroth-Lomady, foi superada pelas tchecas e húngaras, conquistando o bronze nas Olimpíadas de Londres, na única prova feminina disputada: a por equipes.